# Октябрьский сельсовет (Свердловская область)
Октябрьский сельсовет — упразднённое административно-территориальное образование, существовавшее с 1938 по 1943 год и входившее в состав Берёзовского района Свердловской области РСФСР СССР.
Административный центр: Октябрьский.
Одновременно с упразднением сельсовета образован Октябрьский поссовет. 

## История
Образован Указом Президиума Верховного Совета РСФСР от 16.09.1939.
Ликвидирован Указом Президиума Верховного Совета РСФСР от от 05.03.1943.

## Состав сельсовета
пос. Октябрьский (центр сельсовета), насёленные пункты Еловый, Красногвардейский, Перейма, Смолокурка и пос. II лесного квартала.
После ликвидации населённый пункт при Октябрьском участке Монетного торфопредприятия отнесён к категории рабочих посёлков с присвоением наименования Октябрьский. В черту р.п. Октябрьский включены населённые пункты: Вольный, Кирпичный, Смолокурка, Перейма и Еловый. 